# 74 Cygni
74 Cygni, som är stjärnans Flamsteed-beteckning, är en visuell dubbelstjärna belägen i den mellersta delen av stjärnbilden Svanen. Den har en skenbar magnitud på ca 5,04 och är svagt synlig för blotta ögat där ljusföroreningar ej förekommer. Baserat på parallax enligt Gaia Data Release 2 på ca 13,1 mas, beräknas den befinna sig på ett avstånd på ca 249 ljusår (ca 76 parsek) från solen. Den rör sig bort från solen med en heliocentrisk radialhastighet av ca 5 km/s.

## Egenskaper
Primärstjärnan 74 Cygni A är en blå till vit stjärna i huvudserien av spektralklass A3 Vn, där suffixnoten "n" anger ”diffusa” absorptionslinjer i spektrumet på grund av snabb rotation, med en projicerad rotationshastighet på 201 km/s. Den höga rotationshastigheten ger stjärnan en något tillplattad form med en ekvatorialradie som är 8 procent större än polarradien. Den har en massa som är ca 1,7 solmassor, en radie som är ca 1,6 solradier och utsänder ca 36 gånger mera energi än solen från dess fotosfär vid en effektiv temperatur av ca 7 900 K.
Paret kretsar kring varandra med en omloppsperiod av 1,57 år och en excentricitet på 0,5. Systemet är källa till röntgenstrålning, som troligen kommer från följeslagaren.